# La Chaussée-Tirancourt
La Chaussée-Tirancourt is een gemeente in het Franse departement Somme in de regio Hauts-de-France en telt 687 inwoners (1999). De plaats maakt deel uit van het arrondissement Amiens.
In de gemeente ligt het Park Samara dat onder meer de prehistorie evoceert.

## Geografie
De oppervlakte van La Chaussée-Tirancourt bedraagt 12,5 km², de bevolkingsdichtheid is 55,0 inwoners per km².
De onderstaande kaart toont de ligging van La Chaussée-Tirancourt met de belangrijkste infrastructuur en aangrenzende gemeenten.

## Demografie
Onderstaande figuur toont het verloop van het inwonertal (bron: INSEE-tellingen).